# صفر شخصی
صفر شخصی (به انگلیسی: Personal cipher) نام هشتمین آلبوم رسمی محسن نامجو است که در ماه ژوئن ۲۰۱۶ میلادی در خارج از ایران منتشر شد.

## فهرست قطعات
1. مریم (شعر از محسن نامجو)
2. اگر بذاری (شعر از محسن نامجو و فخرالدین عراقی)
3. ... آرا (متن از محسن نامجو)
4. دعایِ مُجیر (متن دعا از مفاتیح الجنان)
5. مُرصّع‌خوانی (حافظ)
6. چه کسی؟ (شعر از محسن نامجو)
7. به مادرم (متن از محسن نامجو)
8. پدر (شعر از محسن نامجو)
9. شانه‌هایم (شعر از آرزو خسروی)
10. چه خبر؟ (شعر از بیژن الهی)

- قطعهٔ اگر بذاری بر اساس تمی از آهنگ Imidiwan Ma Tenam گروه تیناریون
- دعای مجیر بر اساس لحن ابداعی پدر محسن نامجو
- موسیقی سایر قطعات، ساختهٔ محسن نامجو است.